# Aseaströmmen
Aseaströmmen är en skulptur gjord av Bengt-Göran Broström på Stora Torget i Västerås föreställande cyklande arbetare. Arbetet påbörjades 1985 och invigningen skedde 1989. Det plockades ner för restauration 2021 och återmonterades 2 maj 2024 samt återinvigdes 17 maj 2024.
Det är åtta cyklande arbetarna är gjutna i brons och de cyklar på en polerad 12 meter lång granitmur som fungerar som sockel. I änden av sockeln sitter en strömstare och tittar mot cyklisterna cyklar också genom tiden vilket visas med att deras klädsel varierar från 1930-tals till 1950-tals modeller. Det är populärt att smycka cyklisterna med accessoarer som till exempel halsdukar.
Skulpturen plockades ner för renovering hösten 2021 efter att sprickor upptäckts i granitmuren, bland annat på grund av sättningar. Det var tänkt att genomföras under en planerad upprustning av torget, men när den skrinlades menade man att skulpturens restaurering inte kunde vänta.

## Bakgrund
På 1980-talet ville kommunen markera gränsen mellan Stora Torget och Bondtorget. Bengt-Göran Broström kontaktades 1985 för att göra den konstnärliga utformningen. Han lämnade ett förslag på en 25 meter lång mur med 13 cyklister. Hans arbetsnamn på verket var Längs den långa gatan, men i folkmun fick den namnet Aseaströmmen långt innan den var färdig, och konstnären anammade namnet. Kommunen beslutade att muren inte skulle vara längre än 12 meter, och vilket konstnären beskrev som att "monumentet blev en skulptur".

## Symbolik
Skulpturen symboliserar två saker:
- Mängden cyklister som åkte till och från Västerås stora industri Asea (numera ABB) vid skiftbytena.
- Asea var ett elektrotekniskt företag som tillverkade produkter för generering, överföring och användning av elektrisk ström, och som vid grundandet utnyttjade strömmen i Svartån för att generera elektricitet till företaget.